# Renaud Dion
Renaud Dion (Gien, 6 gennaio 1978) è un ex ciclista su strada francese, professionista dal 2004 al 2013.

## Carriera
Passato professionista nel 2004 con la RAGT Semences-MG Rover, squadra francese, dal 2006 al 2009 ha militato nella AG2R La Mondiale, formazione del circuito Pro Tour. Nel 2010 si è trasferito alla Roubaix-Lille Métropole e nel 2011 alla Bretagne-Schuller, tra le cui file è rimasto fino al termine del 2013. Conta due vittorie da professionista, la Le Samyn 2006 e la Route Adélie de Vitré 2011.

## Palmarès
- 2003 (Espoir Cycliste Saint-Étienne-Loire)

2ª tappa Boucles de la Mayenne (Laval > Saint-Berthevin)
- 2006 (AG2R Prévoyance, una vittoria)

Le Samyn
- 2011 (Bretagne-Schuller, una vittoria)

Route Adélie de Vitré

### Altri successi
- 2003 (Espoir Cycliste Saint-Étienne-Loire)

Criterium di Ginevra

## Piazzamenti

### Grandi Giri
- Giro d'Italia

2006: 104º
2009: 76º
- Vuelta a España

2007: 78º
2008: 113º

### Classiche monumento
- Milano-Sanremo

2007: 35°
2008: 103°
- Giro delle Fiandre

2006: 93°
2007: ritirato
2008: ritirato
2009: ritirato
- Parigi-Roubaix

2004: 85°
2005: fuori tempo massimo
2006: ritirato
2008: 100°
2009: 60°
2011: ritirato
- Liegi-Bastogne-Liegi

2005: 56º
- Giro di Lombardia

2007: 49°